# Udea violae
Udea violae là một loài bướm đêm thuộc họ Crambidae. Nó là loài đặc hữu của Oahu.
Ấu trùng ăn các loài Viola. Ấu trùng trưởng thành dài 20 mm và màu xanh lá cây sáng.
The pupal period lasts 26 days.